# Théophile Caudron
Pour les articles homonymes, voir Caudron.
Théophile Caudron, né le 21 mars 1805 à Combles (Somme) et mort le 18 février 1848 à Paris, est un sculpteur français.

## Biographie
Théophile Caudron suit l’enseignement de Pierre Cartellier et débute au Salon en 1831. Il obtient une médaille de deuxième classe en 1833.
Il est l’auteur de la statue en bronze de Ducange (Amiens) et de Childebert aux arènes de Nîmes (Amiens, musée de Picardie).
Théophile Caudron participe à la restauration de la cathédrale de Bourges pour le portail central, le portail Saint-Étienne et le portail Saint-Ursin, Saint Jean-Baptiste, Saint Michel, le Christ, entre 1840 et 1842.
Sous la direction de l'architecte François-Auguste Cheussey, il participe avec les frères Aimé et Louis Duthoit à la restauration de la façade occidentale de la cathédrale d'Amiens, notamment pour les quadrilobes, ainsi qu'à la restauration du portail de la Vierge dorée en utilisant la technique innovante à l'époque du ciment romain, entre 1843 et 1844.
Il restaure également le portail de l'église de Mailly-Maillet.

## Œuvres dans les collections publiques
- Amiens :
  - musée de Picardie :
    - Louis XIV. bas-relief en plâtre ;
    - Archimède traçant une figure géométrique, 1836, statue en plâtre ;
    - Childebert assiste dans les arènes d’Arles à un combat de gladiateurs et de lions, bas-relief en bronze ;
    - Charles Dufresne, sieur Ducange, buste en plâtre[1].

  - square Saint-Denis : Monument à Charles Dufresne, sieur Ducange, statue en bronze. Amiens[2].
- Combles, église : Saint Sébastien, statue, localisation actuelle inconnue.
- Paris, École nationale supérieure des beaux-arts : Ulysse contrefait l’insensé, 1830, esquisse en bas-relief.
- Poissy, octroi : décors sculptés représentant une tête d'Hermès au casque ailé émergeant d'une gerbe de blé encadrée par deux bœufs et deux cornes d'abondance, l'une répandant de l'argent, l'autre des fruits, 1833.

## Salons
- 1833 : Childebert assiste dans les arènes d’Arles à un combat de gladiateurs et de lions, bas-relief en plâtre.
- 1835 : Bacchantes endormies, bas-relief en plâtre.
- 1836 : Jeune satyre faisant danser des bacchantes, statue en plâtre ; Archimède traçant une figure géométrique, statue en plâtre.
- 1838 : Faune et bacchantes, bas-relief en bronze.
- 1848 : Charles Dufresne, sieur Ducange, statue en plâtre.